# Sainte-Colombe (Manica)
Sainte-Colombe è un comune francese di 210 abitanti situato nel dipartimento della Manica nella regione della Normandia.

## Società

### Evoluzione demografica
Abitanti censiti